# Live! - Live at The O2
Live! - Live at The O2 è il secondo album dal vivo del gruppo musicale britannico Kasabian, pubblicato il 25 giugno 2012.

## Descrizione
Contenente il concerto sold-out della band all'O2 Arena di Londra tenutosi il 15 dicembre 2011 e un documentario sulla vita in tour della band durante le date in Irlanda e in Regno Unito chiamato I Hear Voices, è stato pubblicato sia in formato CD+DVD che in Blu-ray Disc.
Annunciato già dai primi giorni di maggio 2012, è stato inizialmente presentato in anteprima in alcuni cinema selezionati del Regno Unito e dell'Irlanda il 30 maggio, accompagnato da un relativo trailer.
Riguardo al disco e al film, Sergio Pizzorno si è rivelato sorpreso da come sia venuto bene:
(Sergio Pizzorno a NME)

## Tracce
DVD e Blu-ray Disc
1. Days Are Forgotten
2. Shoot the Runner
3. Velociraptor!
4. Underdog
5. Where Did All the Love Go?
6. I.D.
7. I Hear Voices
8. Thick As Thieves
9. Take Aim
10. Club Foot
11. Re-Wired
12. Empire
13. La Fée Verte
14. Fast Fuse / Pulp Fiction
15. Goodbye Kiss
16. L.S.F.
17. Switchblade Smiles
18. Vlad the Impaler
19. Fire
20. I Hear Voices (Documentary)

CD
1. Days Are Forgotten – 6:41
2. Shoot the Runner – 3:45
3. Velociraptor! – 3:14
4. Underdog – 6:05
5. Take Aim – 6:47
6. Club Foot – 4:08
7. Re-Wired – 4:48
8. La Fée Verte – 5:43
9. Goodbye Kiss – 4:19
10. L.S.F. – 6:35
11. Switchblade Smiles – 6:24
12. Vlad the Impaler – 4:58
13. Fire – 9:40

## Formazione
- Tom Meighan – voce
- Sergio Pizzorno – voce, chitarra solista
- Chris Edwards – basso
- Ian Matthews – batteria
- Jay Mehler – chitarra ritmica
- Gary Alesbrook – tromba
- Ben Kealey – tastiera, sintetizzatore, cori

## Classifiche
| Classifica (2012) | Posizione massima |
| ----------------- | ----------------- |
| Giappone          | 153               |